# Купцов Валентин Олександрович
Валентин Олександрович Купцов (4 грудня 1937, село Міндюкіно, тепер Череповецького району Вологодської області, Російська Федерація) — радянський і російський державний і політичний діяч. Член ЦК КПРС у 1986—1991 роках, член Російського бюро ЦК КПРС (у грудні 1989—червні 1990), секретар ЦК КПРС (13 липня 1990 року—23 серпня 1991 року), 1-й секретар ЦК КП РРФСР (серпень—листопад 1991 року; де-факто до лютого 1993 року). Заступник голови з лютого 1993, а з 20 березня 1993 по 3 липня 2004 року 1-й заступник голови ЦК КПРФ, член Президії ЦК КПРФ в 1993—2008 роках. Депутат Верховної Ради СРСР 11-го скликання (1986—1989). Народний депутат СРСР у 1989—1991 роках. Депутат Державної Думи Федеральних Зборів РФ II—V скликань (1995—2011), заступник голови Державної Думи Федеральних Зборів РФ четвертого скликання (2003—2007).

## Біографія
Народився в селянській родині. Трудову діяльність розпочав у 1955 році колгоспником, потім завідував хатою-читальнею в Уломському районі Вологодської області. У 1956—1958 роках служив у Радянській армії.
У 1958—1969 роках — вантажник, вальцювальник, майстер прокатних станів Череповецького металургійного заводу Вологодської області.
Одночасно навчався у Північно-Західному заочному політехнічному інституті, який закінчив у 1966 році, здобувши спеціальність «інженер-металург».
Член КПРС з 1966 року.
У 1969—1974 роках — секретар парткому цеху, заступник секретаря партійного комітету Череповецького металургійного заводу Вологодської області.
У 1974—1976 роках — 2-й секретар Череповецького міського комітету КПРС Вологодської області.
У 1976—1979 роках — 1-й секретар Череповецького міського комітету КПРС Вологодської області.
У 1979—1984 роках — 1-й секретар Вологодського міського комітету КПРС Вологодської області.
У грудні 1984 — травні 1985 року — 2-й секретар Вологодського обласного комітету КПРС.
У травні — липні 1985 року — інспектор ЦК КПРС.
20 липня 1985 — 11 квітня 1990 року — 1-й секретар Вологодського обласного комітету КПРС. Одночасно, у березні — квітні 1990 року — голова Вологодського обласної Ради народних депутатів.
У 1988 році закінчив Ленінградську вищу партійну школу.
У квітні 1990 — серпні 1991 року — завідувач відділу по роботі з суспільно-політичними організаціями ЦК КПРС.
13 липня 1990 — 23 серпня 1991 року — секретар ЦК КПРС, головою Постійної Політичної комісії ЦК КПРС.
Брав участь у створенні Комуністичної партії Російської РФСР. На Пленумі ЦК КП РРФСР 6 серпня 1991 року був обраний 1-м секретарем ЦК КП РРФСР (замість Івана Кузьмича Полозкова). Відмовився підтримати дії керівництва РРФСР проти ГКЧП, після 21 серпня 1991 року перебував під слідством як «співучасник спроби державного перевороту».
Указом від 23 серпня 1991 року Президент РРФСР Борис Єльцин призупинив, а указом від 6 листопада 1991 року — припинив діяльність КПРС та її республіканської організації (КП РРФСР) і розпустив організаційні структури партії. Після заборони партії Купцов де-факто продовжував свою роботу на посаді Першого секретаря ЦК КП РРФСР аж до лютого 1993 року, коли був проведений відновлювальний з'їзд.
У 1991—1992 роках працював консультантом Міжнародного фонду сприяння приватизації та іноземним інвестиціям.
У 1992—1993 роках очолював Оргкомітет по скликанню з'їзду комуністів Росії. 26 травня 1992 року Валентин Купцов був відновлений на посаді Першого секретаря ЦК КП РРФСР постановою Конституційного суду РФ, щоб постати відповідачем за позовом групи народних депутатів РФ (на чолі з Румянцевим) про визнання КПРС і КП РРФСР неконституційними. 30 листопада 1992 року Конституційний суд РФ зняв заборону з діяльності первинних організацій КПРС—КП РРФСР, але залишив в силі розпуск керівних структур.
14 лютого 1993 року Купцов обраний заступником голови, а 20 березня 1993 року — 1-м заступником голови ЦВК КПРФ (з січня 1995 року — ЦК КПРФ), займав цей пост до 3 липня 2004 року. Член Президії ЦК КПРФ з 14 лютого 1993 по 30 листопада 2008 року.
У 1994—1995 роках — керівник апарату фракції КПРФ у Державній Думі РФ I скликання. 17 грудня 1995 був обраний депутатом Державної Думи другого скликання, входив до комітету з туризму і спорту. 19 грудня 1999 року було обрано депутатом Державної Думи третього скликання, був членом комітету з міжнародних справ. У 2003 році обраний депутатом Державної Думи четвертого скликання, в якій став заступником голови Державної Думи. У 2007 році обраний депутатом Державної Думи п'ятого скликання, працював головою Комітету у справах національностей. У 2011 році Купцов не був включений у список КПРФ на виборах Державної Думи шостого скликання.
На пенсії у Москві.

## Нагороди і звання
- орден Леніна (3.12.1987)
- два ордени Трудового Червоного Прапора
- орден «Знак Пошани»
- орден Дружби (10.09.2018)
- медаль «За трудову доблесть»
- пам'ятна медаль Китайської Народної Республіки (КНР)